# Schizophrys aspera
Schizophrys aspera is een krabbensoort uit de familie van de Majidae. De wetenschappelijke naam van de soort is voor het eerst geldig gepubliceerd in 1834 door H. Milne Edwards.